# Плезент Плејн (Охајо)
Плезент Плејн (енгл. Pleasant Plain) град је у америчкој савезној држави Охајо.

## Демографија
По попису из 2010. године број становника је 154, што је 2 (-1,3%) становника мање него 2000. године.
| Група             | 2000.       | 2010.       |
| Белци             | 155 (99,4%) | 150 (97,4%) |
| Афроамериканци    | 0 (0,0%)    | 3 (1,9%)    |
| Азијати           | 1 (0,6%)    | 0 (0,0%)    |
| Хиспаноамериканци | 0 (0,0%)    | 0 (0,0%)    |
| Укупно            | 156         | 154         |